# SHC014-CoV
SHC014-CoV là virus corona giống SARS (SARS-like coronavirus, SL-COV) lây nhiễm trong Chi Dơi lá mũi (họ Rhinolophidae). Virus được phát hiện ở huyện Côn Minh, tỉnh Vân Nam, Trung Quốc. SHC014-CoV phát hiện cùng với SL-CoV Rs3367, loại virus coronavirus giống SARS được chứng minh là có khả năng lây nhiễm trực tiếp vào dòng tế bào người. Dòng Rs3367 mà tế bào người bị nhiễm bệnh được đặt tên là virus corona giống SARS ở Dơi WIV1 (Bat SARS-like coronavirus WIV1).

## Khám phá
Từ tháng 4 năm 2011 đến tháng 9 năm 2012, các nhà nghiên cứu từ Viện Virus học Vũ Hán đã thu thập 117 mẫu test hậu môn và mẫu phân dơi từ một đàn dơi Rhinolophus sinicus ở thành phố Côn Minh (tỉnh Vân Nam, tây nam Trung Quốc). 27 trên 117 mẫu (23%) chứa bảy chủng virus corona giống SARS phân lập khác nhau, trong số đó có hai chủng chưa được biết đến trước đây, được gọi là RsSHC014 và Rs3367.

## Virus học
Vào năm 2013, virus corona giống SARS ở dơi Rs3367 chứng minh là có thể lây nhiễm trực tiếp vào dòng tế bào HeLa của con người. Đây là phát hiện đầu tiên về tế bào của con người bị nhiễm một loại virus corona giống SARS ở dơi trong phòng thí nghiệm. Chủng vi rút Rs3367 mà đã lây nhiễm vào tế bào người được đặt tên là virus corona WIV1 giống SARS ở dơi.
Vào năm 2015, Đại học Bắc Carolina tại Chapel Hill và Viện Virus học Vũ Hán tiến hành nghiên cứu cho thấy SHC014 có thể được tạo ra để lây nhiễm vào dòng tế bào HeLa của người, thông qua việc sử dụng di truyền ngược để tạo ra một loại virus chimeric gồm 1 protein bề mặt của SHC014 và khung virus SARS.
Chủng SL-SHC014-MA15 của virus chủ yếu được "thiết kế" để lây nhiễm sang chuột đã được chứng minh là khác hơn 5.000 nucleotide so với chủng SARS-CoV-2, nguyên nhân gây ra đại dịch COVID-19.